# Mošurov
Mošurov (in ungherese Ádámfölde) è un comune della Slovacchia facente parte del distretto di Prešov, nella regione omonima.